# L'Éducation de Stony Mayhall
L'Éducation de Stony Mayhall (titre original : Raising Stony Mayhall) est un roman de science-fiction de l'écrivain américain Daryl Gregory, publié en 2011 puis traduit en français et publié chez Le Bélial' en 2014.

## Résumé
Dans l'Iowa, durant l'hiver de l'année 1968, Wanda Mayall, mère veuve de trois filles, Alice l’aînée, Chelsea, surnommée Crystal, la benjamine, et Junie, la cadette, trouve sur le bord d'une route enneigée les cadavres d'une jeune femme tenant contre elle un bébé bien emmitouflé dans une couverture. Ne pouvant se résoudre à laisser un bébé ainsi sur le bord de la route, Wanda le récupère. Mais une fois dans la voiture, le bébé ouvre les yeux. Arrivée chez eux, la famille Mayhall constate que le bébé se comporte comme un être vivant, tout en étant froid et en n'ayant pas besoin de manger ni de boire. Il semble qu'il fasse partie des morts-vivants apparus quelques années plus tôt mais dont le gouvernement avait dit qu'ils avaient tous été exterminés ou emprisonnés. Wanda décide de garder et de cacher l'enfant, qu'elle prénomme John. Mais quelques années plus tard, une famille voisine nouvellement installée, Les Cho, découvre la présence de l'enfant mort-vivant, surnommé depuis Stony. Ils acceptent néanmoins de garder le secret et Stony, au contact de Kwang, le jeune fils des Cho, grandit petit à petit jusqu'à atteindre la taille de Kwang. Devenus meilleurs amis, Stony suit la même évolution physique que Kwong, qui se livre sur son ami à toutes sortes d'expériences pour vérifier que l'Inexorable, tel qu'il le prénomme, possède bien un corps ne pouvant pas mourir.
Les années passent, les sœurs de Stony grandissent, Alice et Chelsea ont quitté la ferme de leur mère, mais Stony, lui, ne l'a jamais quittée. Un jour, sa sœur Junie demande à Stony de venir la chercher dans une soirée, se sentant très mal après avoir consommé de la drogue. Malheureusement, un accident de voiture se produit au cours duquel Junie trouve la mort. Son autre sœur Crystal, revenue ce jour-là en moto en compagnie d'une copine prénommé Delia, lui enjoint de partir avec Delia car des témoins de l'accident ont vu Stony et appréhendé immédiatement sa qualité de mort-vivant. Delia s'avère être une morte-vivante et Stony accepte de s'enfuir avec elle. Elle va alors lui faire découvrir, en compagnie de M. Blunt, une communauté de morts-vivants qui se cachent de tous, aidés par quelques humains qu'ils appellent des souffleux.
Plusieurs années passent pendant lesquelles Stony vit en compagnie de ses semblables, appréhendant les problèmes qui se posent pour vivre cachés. Ils découvrent également les différentes factions politiques qui la composent : les Gros Mordeurs, prônant la grande morsure, une épidémie de transformation d'humains en zombies au travers de morsures ; les Abstinents, pour qui à l'inverse la morsure était un péché ; les Perpétualistes qui ne cherchent qu'à maintenir la population des MV, pour morts-vivants, et donc n'utilisent la morsure qu'avec une infinie parcimonie. Enfin, le commandant Gavin Calhoun, richissime homme d'affaires mort-vivant, qui semble être un peu à part, subvient aux besoins pécuniaires de la communauté. Au cours d'un congrès réunissant les délégués morts-vivants, Delia et M. Blunt, à la tête des Perpétualistes, parviennent à empêcher le déclenchement de la grande morsure. Calhoun propose à ceux qui le désirent de le suivre dans une île qu'il vient d'acheter et qu'il destine à devenir le paradis des MV et le site de lancement d'une fusée destinée à la conquête de l'espace par les MV. Tout en n'ayant pas totalement confiance en Calhoun, Stony le suit et devient en quelque sorte la conscience morale de ce projet. Parallèlement, Calhoun met tout en place pour que les MV puissent enfin se révéler ua grand public tout en assurant leur sécurité. Mais au moment de lancer cette révélation, Stony découvre ce que Calhoun lui a caché pendant tant d'année : ce n'était pas la grande révélation qui était préparée mais la grande morsure ! Il est trop tard pour que Stony l'empêche mais une dernière chose l'obsède : sauver sa nièce Ruby, la fille de Crystal. Il y parvient, créant ainsi l'enclave d'Easterly, en Iowa.

## Éditions
- Raising Stony Mayhall, Del Rey / Ballantine, 28 juin 2011, 450 p.  (ISBN 978-0-345-52237-5)
- L'Éducation de Stony Mayhall, Le Bélial', 28 août 2014, trad. Laurent Philibert-Caillat, 450 p.  (ISBN 978-2-84344-128-8)
- L'Éducation de Stony Mayhall, Pocket, coll. « Science-fiction » no 7107, 8 septembre 2016, trad. Laurent Philibert-Caillat, 512 p.  (ISBN 978-2-266-22970-8)